# St Mary’s Church (Kirriemuir)
Die St Mary’s Church ist ein Kirchengebäude der Scottish Episcopal Church in der schottischen Ortschaft Kirriemuir in der Council Area Angus. 1971 wurde das Bauwerk in die schottischen Denkmallisten in der höchsten Denkmalkategorie A aufgenommen.

## Beschreibung
Am Standort der heutigen Kirche befand sich ein Vorgängerbauwerk. Die 1797 erbaute klassizistische Kirche fiel jedoch einem Brand zum Opfer. Zwischen 1903 und 1905 wurde schließlich die heutige St Mary’s Church errichtet. Für den Entwurf zeichnet der schottische Architekt Ninian Comper verantwortlich, der zu den letzten bedeutenden britischen Architekten der Neogotik zählt. 2017 wurde das Gebäude restauriert. Hierzu stellten der Heritage Lottery Fund sowie Historic Environment Scotland finanzielle Mittel bereit.
Das neogotische Kirchengebäude steht im Zentrum von Kirriemuir. Neben der dominanten Neogotik sind auch Elemente der Arts-and-Crafts-Bewegung in die Kirchenarchitektur eingeflossen. Die rote Sandsteinkirche gliedert sich in drei Elemente. Den Glockenturm mit Zinnenbewehrung im Westen, das anschließende Langhaus der Saalkirche und der kleinere Chor. An der Südseite geht ein Querflügel ab. Der Innenraum wurde im Wesentlichen von Comper gestaltet. Ein Bleiglasfenster gedenkt seinem verstorbenen Vater. Die 1906 installierte Orgel fertigte das aus Edinburgh stammende Unternehmen Hamilton. Die Glocke wurde bereits 1741 gegossen.